# Ванга гачкодзьоба
Ванга гачкодзьоба (Vanga curvirostris) — вид горобцеподібних птахів родини вангових (Vangidae). 

## Поширення
Ендемік Мадагаскару. Поширений, практично, по всьому острові, крім центральних високогірних районів. Його природними середовищами існування є субтропічний або тропічний сухий ліс, субтропічний або тропічний вологий низинний ліс та субтропічний або тропічний вологий гірський ліс.

## Опис
Птах середнього розміру, завдовжки 25–29 см заввишки і вагою 53–81 г важкий. Птах з білою головою та чорною шапкою, міцним чорним дзьобом з характерним гачком на кінчику та білими смугами на чорних крила. Груди і живіт чорні, хвіст сірий з широкою чорною смугою і білим кінчиком.

## Спосіб життя
Ванга гачкодзьоба харчується великими комахами та дрібними хребетними, включаючи жаб, дрібних птахів, пташині яйця та хамелеонів. Сезон розмноження триває з жовтня по січень. Птахи моногамні, самець і самиця разом будують гніздо та піклуються про потомство. 

## Підвиди
Включає два підвиди:
- V. curvirostris curvirostris (Linnaeus, 1766) - населяє майже весь Мадагаскар;
- V. curvirostris cetera Bangs, 1928 - населяє лише південь острова.